# Liste der Nummer-eins-Hits in Australien (1948)
Dies ist eine Liste der Nummer-eins-Hits in Australien im Jahr 1948. In diesem Jahr gab es sieben Nummer-eins-Titel und insgesamt dreizehn Nummer-eins-Singles.

| ← 1947 ← | Liste der Nummer-eins-Hits in Australien | Liste der Nummer-eins-Hits in Australien                                                                                                 | Liste der Nummer-eins-Hits in Australien                                             | 1949 →                                         |
| \| Zeitraum \| Wo. ges. \| Interpret \| Titel Autor(en) \| Zusätzliche Informationen \| \| (Zeitraum, Wochen auf Platz eins, Interpret, Titel, Autor[en], zusätzliche Informationen) \| \| \| \| \| \| ----------------------------------------------------------------------------------------- \| -------- \| ---------------------------------------------------------------------------------------------------------------------------------------- \| ------------------------------------------------------------------------------------ \| ---------------------------------------------- \| \| 1. Januar 1948 – 31. März 1948 13 Wochen (insgesamt 21) \| 21 \| Al Jolson with Morris Stoloff & his Orchestra Bing Crosby with The Ken Darby Singers & Victor Young & his Orchestra \| The Anniversary Song Al Jolson, Saul Chaplin \| - \| \| 1. April 1948 – 30. April 1948 4 Wochen (insgesamt 4) \| 4 \| The Andrews Sisters with Vic Schoen & his Orchestra \| Near You Francis Craig, Kermit Goell \| - \| \| 1. Mai 1948 – 31. Mai 1948 5 Wochen (insgesamt 5) \| 5 \| Perry Como & The Satisfiers with Lloyd Shaffer & his Orchestra Joe Loss & his Orchestra with Howard Jones \| Chi-Baba, Chi-Baba (My Bambino Go to Sleep) Mack David, Jerry Livingston, Al Hoffman \| - \| \| 1. Mai 1948 – 31. August 1948 18 Wochen (insgesamt 22) \| 22 \| The Andrews Sisters with Vic Schoen & his Orchestra \| Near You Francis Craig, Kermit Goell \| - \| \| 1. September 1948 – 30. September 1948 4 Wochen (insgesamt 4) \| 4 \| Swing and Sway with Sammy Kaye, Vocal Refrain by Don Cornell, The Kaydets & Choir Geraldo & his Orchestra, Vocal Refrain by Archie Lewis \| Serenade of the Bells Kay Twomey, Al Goodhart, Al Urbano \| - \| \| 1. Oktober 1948 – 31. Oktober 1948 5 Wochen (insgesamt 5) \| 5 \| Bing Crosby with Ken Darby Choir Gracie Fields with Phil Green & his Orchestra \| Now Is the Hour (Maori Farewell Song) Maewa Kaihan, Clement Scott, Dorothy Stewart \| - \| \| 1. November 1948 – 30. November 1948 4 Wochen (insgesamt 4) \| 4 \| George Trevare & his Southern Cross Seven Art Mooney & his Orchestra \| I’m Looking Over a Four Leaf Clover Mort Dixon, Harry M. Woods \| - \| \| 1. Dezember 1948 – 31. Dezember 1948 4 Wochen (insgesamt 4) \| 4 \| Al Jolson with Morris Stoloff & his Orchestra Perry Como & The Satisfiers with Lloyd Shaffer & his Orchestra \| When You Were Sweet Sixteen James Thornton \| Basierend auf dem Vaudeville-Original von 1898 \| |                                          | |                                                                                      |                                                |
| ← 1947 |                                          | |                                                                                      | → 1949 →                                       |
| Zeitraum | Wo. ges.                                 | Interpret | Titel Autor(en)                                                                      | Zusätzliche Informationen                      |
| (Zeitraum, Wochen auf Platz eins, Interpret, Titel, Autor[en], zusätzliche Informationen) |                                          | |                                                                                      |                                                |
| 1. Januar 1948 – 31. März 1948 13 Wochen (insgesamt 21) | 21                                       | Al Jolson with Morris Stoloff & his Orchestra Bing Crosby with The Ken Darby Singers & Victor Young & his Orchestra                      | The Anniversary Song Al Jolson, Saul Chaplin                                         | -                                              |
| 1. April 1948 – 30. April 1948 4 Wochen (insgesamt 4) | 4                                        | The Andrews Sisters with Vic Schoen & his Orchestra                                                                                      | Near You Francis Craig, Kermit Goell                                                 | -                                              |
| 1. Mai 1948 – 31. Mai 1948 5 Wochen (insgesamt 5) | 5                                        | Perry Como & The Satisfiers with Lloyd Shaffer & his Orchestra Joe Loss & his Orchestra with Howard Jones                                | Chi-Baba, Chi-Baba (My Bambino Go to Sleep) Mack David, Jerry Livingston, Al Hoffman | -                                              |
| 1. Mai 1948 – 31. August 1948 18 Wochen (insgesamt 22) | 22                                       | The Andrews Sisters with Vic Schoen & his Orchestra                                                                                      | Near You Francis Craig, Kermit Goell                                                 | -                                              |
| 1. September 1948 – 30. September 1948 4 Wochen (insgesamt 4) | 4                                        | Swing and Sway with Sammy Kaye, Vocal Refrain by Don Cornell, The Kaydets & Choir Geraldo & his Orchestra, Vocal Refrain by Archie Lewis | Serenade of the Bells Kay Twomey, Al Goodhart, Al Urbano                             | -                                              |
| 1. Oktober 1948 – 31. Oktober 1948 5 Wochen (insgesamt 5) | 5                                        | Bing Crosby with Ken Darby Choir Gracie Fields with Phil Green & his Orchestra                                                           | Now Is the Hour (Maori Farewell Song) Maewa Kaihan, Clement Scott, Dorothy Stewart   | -                                              |
| 1. November 1948 – 30. November 1948 4 Wochen (insgesamt 4) | 4                                        | George Trevare & his Southern Cross Seven Art Mooney & his Orchestra                                                                     | I’m Looking Over a Four Leaf Clover Mort Dixon, Harry M. Woods                       | -                                              |
| 1. Dezember 1948 – 31. Dezember 1948 4 Wochen (insgesamt 4) | 4                                        | Al Jolson with Morris Stoloff & his Orchestra Perry Como & The Satisfiers with Lloyd Shaffer & his Orchestra                             | When You Were Sweet Sixteen James Thornton                                           | Basierend auf dem Vaudeville-Original von 1898 |

Siehe auch: Nummer-eins-Hits 1948 in den Vereinigten Staaten.